# ヘンリー・ルイス
ヘンリー・ルイス（Henry Lewis、1932年10月16日 - 1996年1月26日）は、アメリカの指揮者。カリフォルニア州ロサンゼルス生まれ。

## 経歴
ロサンジェルス・フィルハーモニックに、コントラバス奏者として入団、のち指揮者に転じた。
指揮者としては、ズービン・メータのアシスタントを務めた後、1967年から1976年までニュージャージー交響楽団音楽監督を務め、アメリカの主要なオーケストラの音楽監督を務めた最初のアフリカ系アメリカ人となった。
1972年プッチーニのラ・ボエームを指揮しメトロポリタン歌劇場にデビュー。1960年から1979年まで歌手のマリリン・ホーンと婚姻し、マリリン・ホーンは彼を彼女の「教師であり右腕」と見なしていた。
海外ではオランダ放送交響楽団の音楽監督を務め、イタリア、イギリス、フランス、日本、デンマークなど世界各地のオーケストラに客演した。